# Atletiek op de Paralympische Zomerspelen 2024 - Kogelstoten mannen F46
Het Kogelstoten voor mannen klasse F46 op de Paralympische Zomerspelen 2024 vond plaats op 4 september in het Stade de France.  Deze klasse is voor atleten met een matige of hoge mate van beperking in één of beide armen of het verlies van ledematen. De winnaar van 2020 was de Canadees Greg Stewart die in 2024 zijn titel wist te prolongeren, het zilver was voor de Indiër Sachin Sarjerao Khilari en de Kroaat Luka Bakovic won de bronzen medaille.

## Records
Voorafgaand aan het toernooi waren dit het wereldrecord en het Paralympisch record.
| Wereldrecord        | Verenigde Staten Joshua Cinnamo | 16.80 | Dubai | 15 november 2019 |
| Paralympisch record | Canada Greg Stewart             | 16.75 | Tokio | 1 september 2021 |

## Uitslag
| Rang   | Atleet                  | Atleet | #1    | #2    | #3    | #4    | #5    | #6    | Resultaat | Bijz. |
| ------ | ----------------------- | ------ | ----- | ----- | ----- | ----- | ----- | ----- | --------- | ----- |
| Goud   | Greg Stewart            | CAN    | 15.63 | 16.01 | 16.34 | x     | 16.38 | 16.02 | 16.38     | SB    |
| Zilver | Sachin Sarjerao Khilari | IND    | 14.72 | 16.32 | 16.15 | 16.31 | 16.03 | 15.95 | 16.32     |       |
| Brons  | Luka Bakovic            | CRO    | 15.03 | 15.60 | 15.85 | 15.75 | 16.27 | 15.77 | 16.27     | PB    |
| 4      | Joshua Cinnamo          | USA    | 15.29 | 15.66 | x     | x     | 15.33 | x     | 15.66     |       |
| 5      | Kerwin Noemdo           | RSA    | 15.63 | 15.53 | x     | 15.58 | x     | 15.41 | 15.63     |       |
| 6      | Andrius Skuja           | LTU    | 14.01 | 14.60 | 14.95 | x     | 14.76 | 14.66 | 14.95     | SB    |
| 7      | Erik Fabian Kaurin      | CRO    | 14.76 | 14.50 | x     | 14.94 | 14.72 | x     | 14.94     |       |
| 8      | Yasser Mohd             | IND    | 13.53 | 14.21 | x     | 13.96 | 14.01 | x     | 14.21     |       |
| 9      | Rohit Kumar             | IND    | x     | 13.44 | 14.10 |       |       |       | 14.10     |       |
| 10     | Raivo Maksims           | LAT    | 11.63 | 11.15 | 11.63 |       |       |       | 11.63     |       |
| —      | Chivaro Belfort         | SUR    |       |       |       |       |       |       | DNS       |       |